# Бон-ла-Роланд
Бон-ла-Роланд (фр. Beaune-la-Rolande) — муниципалитет во Франции в регионе Центр — Долина Луары, департамент Луаре. Население на 2011 год составляло 1997 человек.
В военной истории этот населённый пункт стал известен после сражения, произошедшего здесь 28 ноября 1870 года во время Франко-прусской войны 1870—1871 годов, в ходе которого французы были наголову разгромлены.